# Mathilde Matthijsse
Mathilde Mathijsse is een Nederlands wielrenster. 
In 2015 en 2016 was zij winnares op het NK Tegenwindfietsen. 
In 2013 behaalde zij een zesde plaats op het NK tijdrijden.